# بريتا سوفيا هيسيليوس
بريتا سوفيا هيسيليوس (بالسويدية: Brita Sofia Hesselius)‏ (1866 - 1801) مصورة ألواح فضية. يعتقد أنها كانت أول مصورة محترفة في السويد.
وُلدت هيسيليوس في أبرشية ألستر في بلدية كارلستاد. والداها أولوف هيسيليوس، مفتش عقار، وآنا كاتارينا رومان. في الفترة ما بين 1845 إلى 1853 ، أدارت مدرسة للبنات في كارلستاد. بالتوازي، كانت تعمل بنشاط في استوديو للتصوير بولسطة الالواح الفضية. حيث كانت أول مصورة محترفة في السويد:  و ذلك قبل هيدفيج سودرستروم (أول مصورة افتتحت استوديوًا في ستوكهولم في عام 1857) ، والذي كان يُعتقد خطأ أنها الأولى،  وقبل ماري كينبرج، التي مارست التصوير الفوتوغرافي كمساعدة وطالبة عند كل من Bendixen و Adolph Meyer في غوتنبرغ في عام 1851.  كانت هيسيليوس واحدة من أوائل المصورين المحترفين في السويد على الإطلاق. وأحد أوائل المصورات المحترفات في العالم، بدأت بعد وقت قصير من عمل بيرثا بيكمان .
كانت هيسيليوس ترسم أيضا اللوحات بألألوان الزيتة. في عام 1853 ، نقلت مرسمها ومدرستها إلى ستوكهولم. و لكنها استقرت في نهاية المطاف في فرنسا، حيث توفيت في منتون .

## روابط خارجية
1. ↑   https://www.skbl.se/sv/artikel/BritaSofiaHesselius0. {{استشهاد ويب}}: |url= بحاجة لعنوان (مساعدة) والوسيط |title= غير موجود أو فارغ (من ويكي بيانات) (مساعدة)
2. ↑   Värmland förr och nu 1984. Karlstad framför kameran. بروماندر ، كارل فيلهلم: فران داغروتيبي حتى كاميراكونست. Ett yrkes åttioårshistoria i Karlstad.
3. ↑  Karlstad's first professional photographer نسخة محفوظة March 3, 2016, على موقع واي باك مشين. by Frederick Renard (بالسويدية) [وصلة مكسورة]
4. 1 2   Dahlman، Eva: Kvinnliga pionjärer، osynliga i fotohistorien (1993) نسخة محفوظة 23 يوليو 2018 على موقع واي باك مشين.

- أول مصور محترف في كارلستاد لفريدريك رينارد (بالسويدية)
- blkerblom ، Claes: Porträttfotogragernas och ateljéernas tid (2008) (بالسويدية)